# 16 a.C.
Il 16 a.C. (XVI a.C. in numeri romani) è un anno  del I secolo a.C.

## Eventi
- Il proconsole dell'Illyricum Publio Silio Nerva conquista la Val Camonica.
- Tiberio e Druso sottomettono i Taurisci, popolo stanziato nel Norico, trasformando questo territorio ricco di miniere d'oro e di ferro in provincia romana.[1]
- I Germani si scontrano con Marco Lollio, sconfiggendolo[2]. Lollio perde persino l'aquila della legio V, nella disastrosa clades Lolliana[3], paragonata a posteriori alla clades Variana di Publio Quintilio Varo[4].

## Nati
```
Maria di Nazareth
```

## Morti
- Emilio Macro, poeta romano
- Cornelia Scipione, nobildonna romana (n. 46 a.C.)